# Större brynblomfluga
Större brynblomfluga (Epistrophe grossulariae) är en tvåvingeart som först beskrevs av Johann Wilhelm Meigen 1822.  Större brynblomfluga ingår i släktet brynblomflugor, och familjen blomflugor. Arten är reproducerande i Sverige. Inga underarter finns listade i Catalogue of Life.

## Bildgalleri

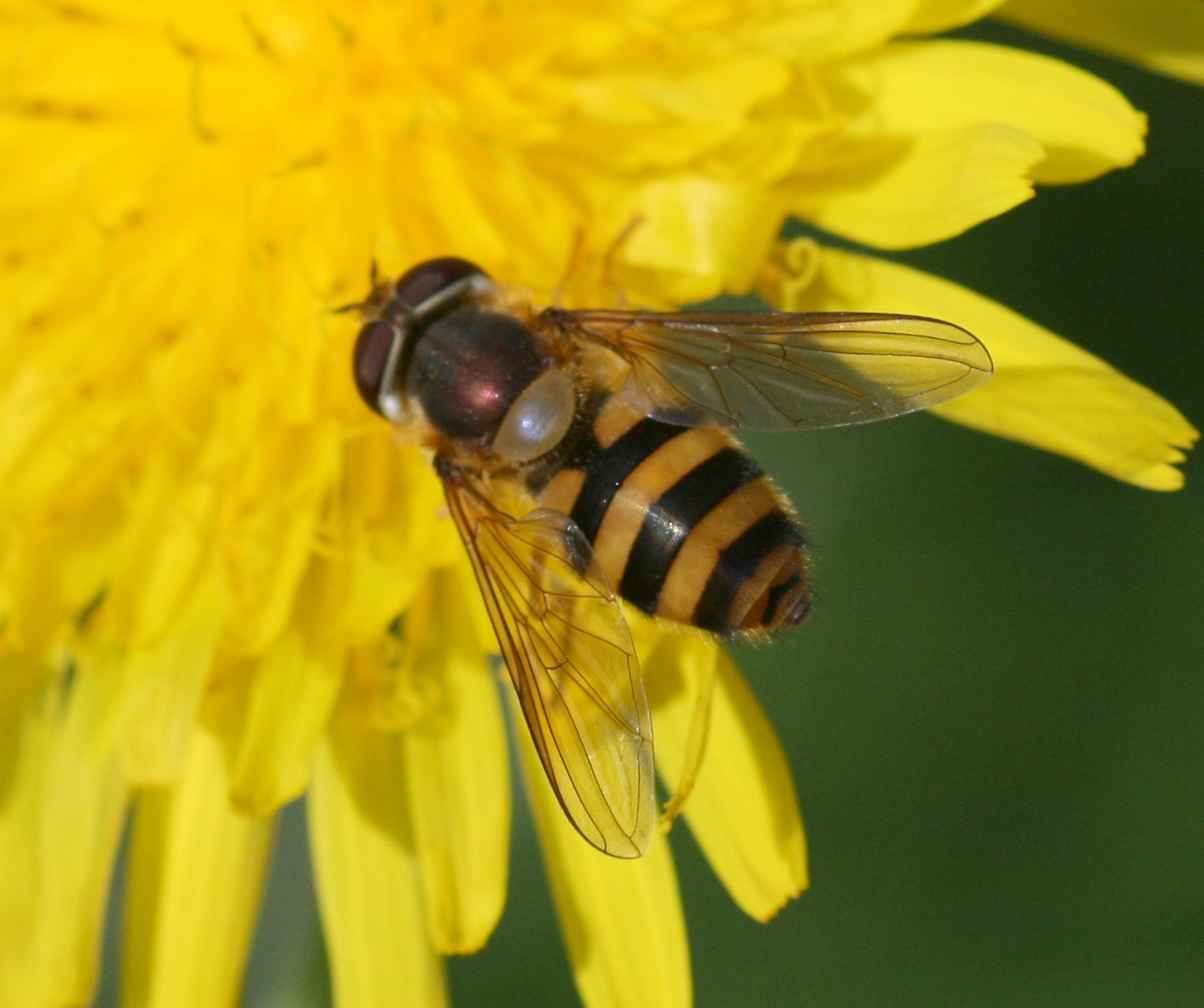
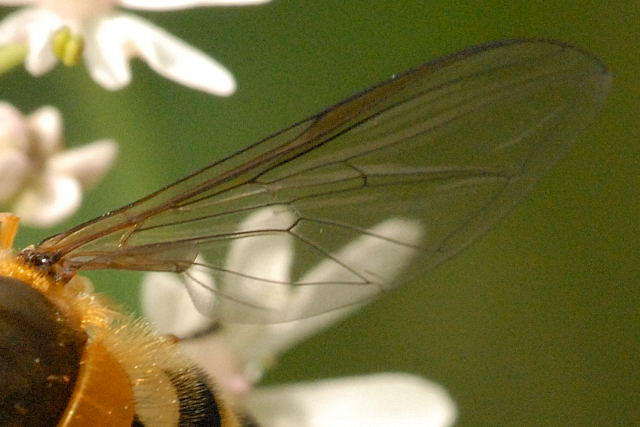